# História da sexualidade humana

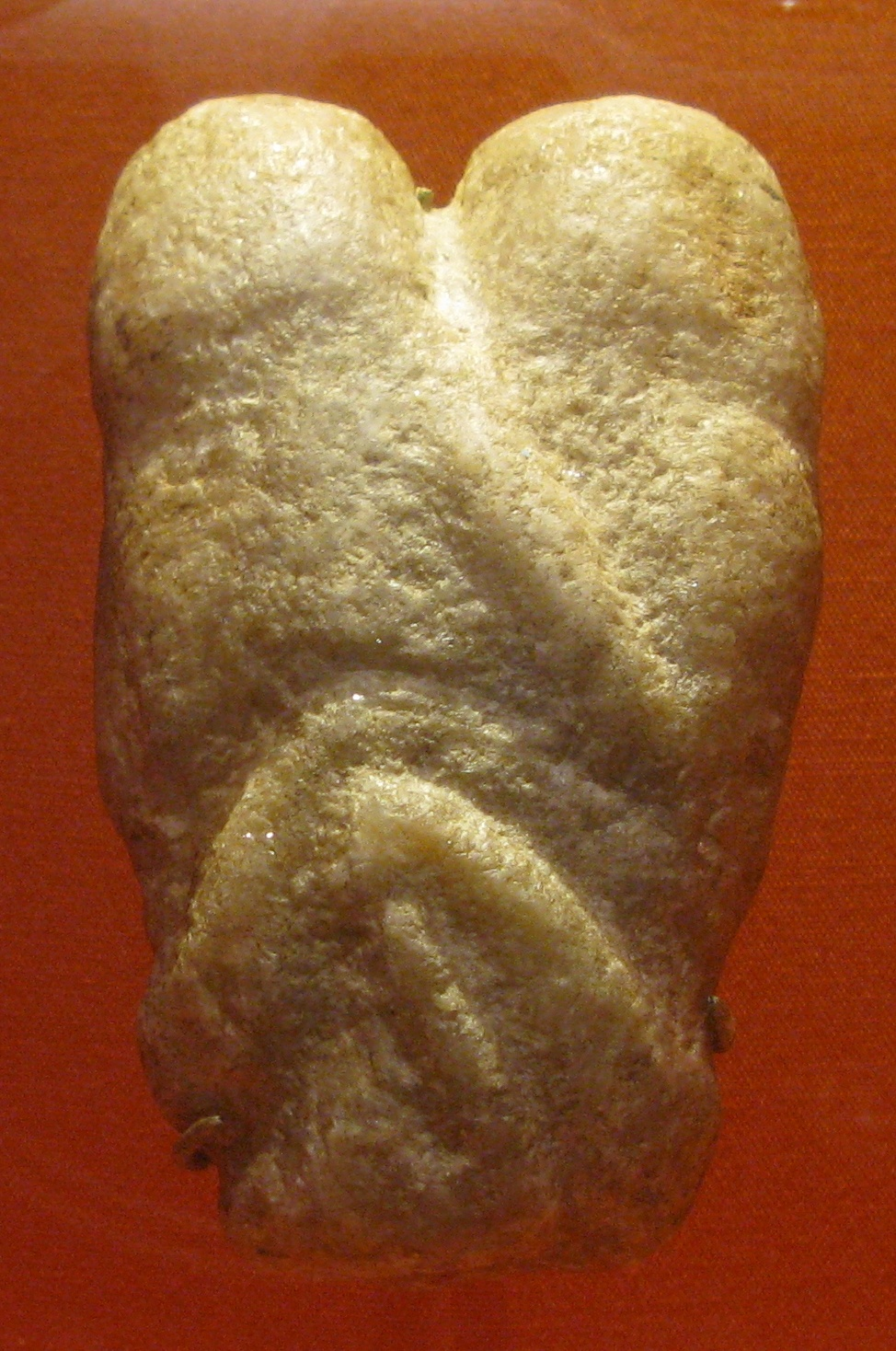
Estatueta dos amantes de Ain Sakhri

A construção social do comportamento sexual - seus tabus, regulação e impacto social e político - teve um efeito profundo nas várias culturas do mundo desde os tempos pré-históricos.

## O estudo da história da sexualidade humana
O trabalho do jurista suíço Johann Bachofen teve um grande impacto no estudo da história da sexualidade. Muitos autores, notavelmente Lewis Henry Morgan e Friedrich Engels, foram influenciados por Bachofen e criticaram as ideias de Bachofen sobre o assunto, que foram quase inteiramente extraídas de uma leitura atenta da mitologia antiga. Em seu livro de 1861, Mother Right: Uma Investigação do Caráter Religioso e Jurídico do Matriarcado no Mundo Antigo, Bachofen escreve que, no início, a sexualidade humana era caótica e promíscua. Esse estágio "afrodítico" foi substituído por um estágio "deméterico" matriarcal, que resultou da mãe sendo a única maneira confiável de estabelecer descendentes. Somente após a mudança para a monogamia imposta pelos homens, a certeza da paternidade era possível, dando origem ao patriarcado - o estágio final "apolíneo" da humanidade. Embora os pontos de vista de Bachofen não sejam baseados em evidências empíricas, eles são importantes por causa do impacto que causaram nos pensadores, especialmente no campo da antropologia cultural. Explicações modernas sobre as origens da sexualidade humana baseiam-se na biologia evolutiva e, especificamente, no campo da ecologia comportamental humana. A biologia evolutiva mostra que o genótipo humano, como o de todos os outros organismos, é o resultado daqueles ancestrais que se reproduziram com maior frequência do que outros. As adaptações resultantes do comportamento sexual não são, portanto, uma "tentativa" por parte do indivíduo de maximizar a reprodução em uma dada situação - a seleção natural não "enxerga" no futuro. Em vez disso, o comportamento atual é provavelmente o resultado de forças seletivas que ocorreram no Pleistoceno. Por exemplo, um homem que tenta fazer sexo com muitas mulheres, evitando o investimento dos pais, não o faz não porque quer "aumentar a sua forma física", mas sim porque a estrutura psicológica que evoluiu e prosperou no Pleistoceno nunca foi embora.

### Origens
O discurso sexual - e por extensão, a escrita - tem estado sujeito a padrões variados de decoro desde o começo da história. Durante a maior parte do tempo histórico, a escrita não foi usada por mais que uma pequena parte da população total de qualquer sociedade. A autocensura resultante e as formas eufemísticas traduzem-se hoje em uma escassez de evidências explícitas e precisas sobre as quais basear uma história. Há várias fontes primárias que podem ser coletadas em uma ampla variedade de épocas e culturas, incluindo as seguintes:
- Registros da legislação indicando encorajamento ou proibição
- Textos religiosos e filosóficos recomendando, condenando ou debatendo o tema
- Fontes literárias, talvez inéditas durante a vida de seus autores, incluindo diários e correspondência pessoal
- Livros médicos que tratam várias formas como uma condição patológica
- Desenvolvimentos linguísticos, particularmente em gírias.
- Mais recentemente, estudos de sexualidade

## Sexo em várias culturas

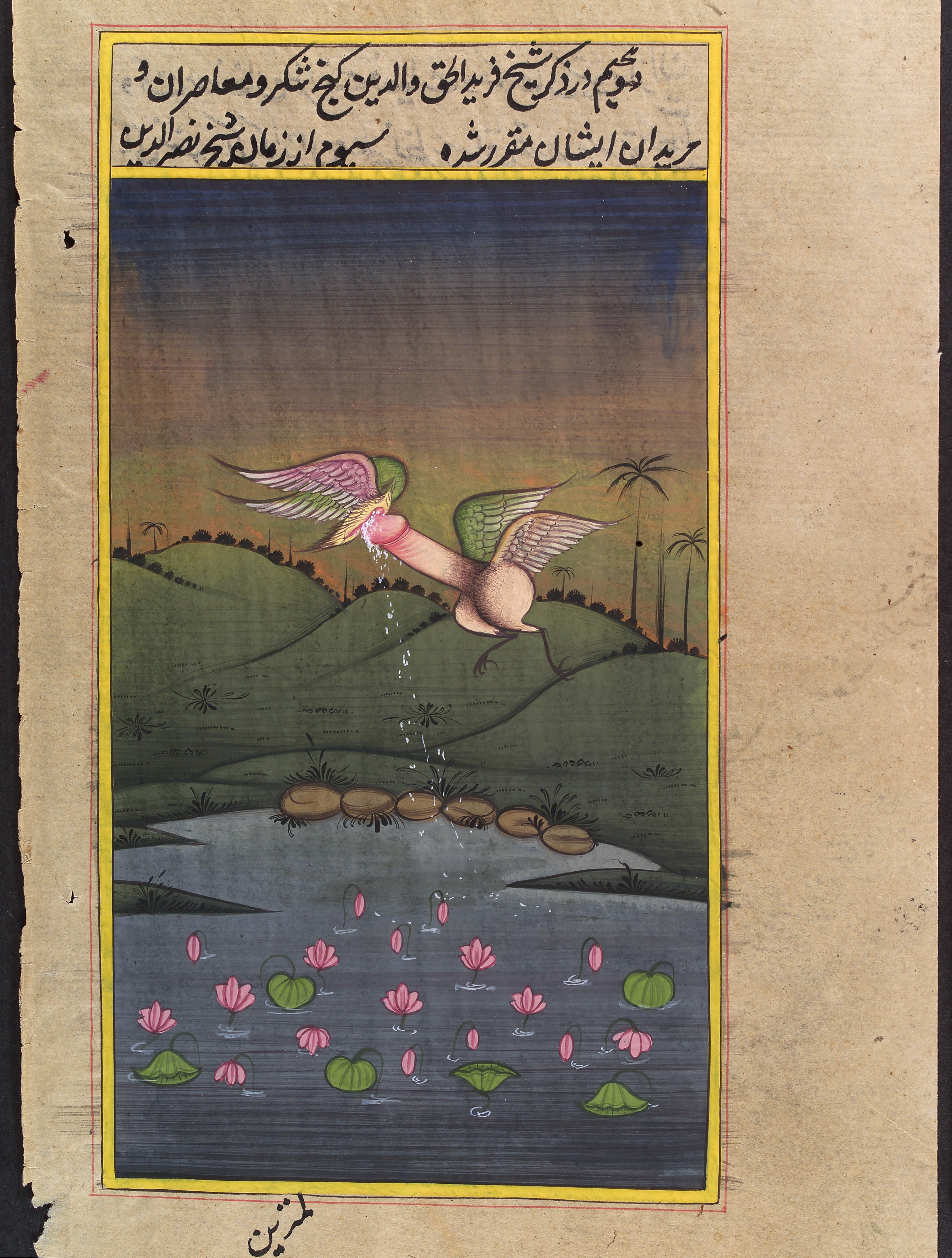
Um pênis voador copulando com uma vagina voadora, uma pintura erótica persa medieval

### Índia

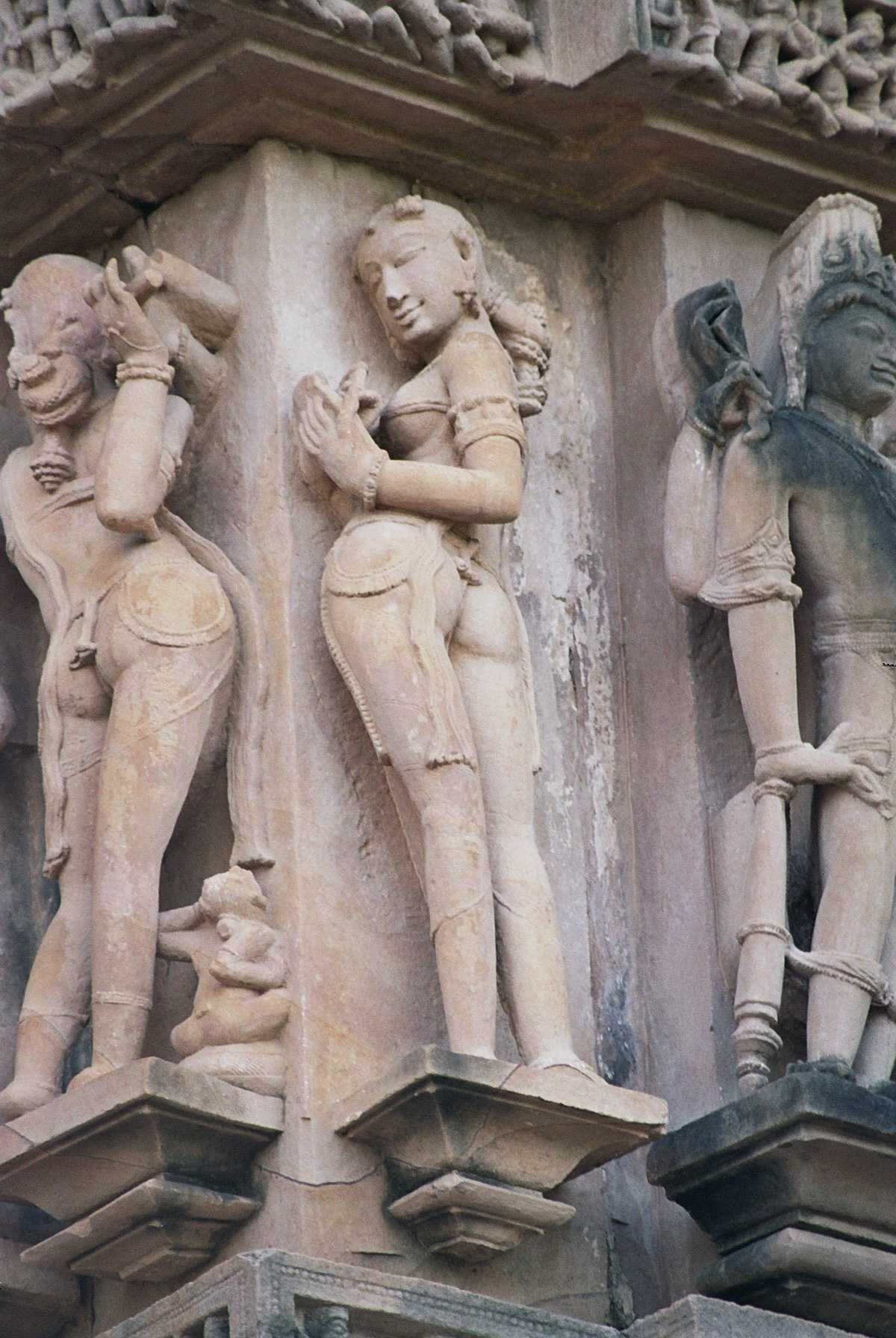
Representações de Apsarases do templo de Khajuraho

A Índia desempenhou um papel significativo na história do sexo, escrevendo uma das primeiras literaturas que tratavam as relações sexuais como ciência, sendo nos tempos modernos a origem do enfoque filosófico das atitudes dos grupos da nova era sobre o sexo. Pode-se argumentar que a Índia foi pioneira no uso da educação sexual através da arte e da literatura. Como em muitas sociedades, havia uma diferença nas práticas sexuais na Índia entre pessoas comuns e governantes poderosos, com pessoas no poder muitas vezes se entregando a estilos de vida hedonistas que não representavam atitudes morais comuns. Muitas das práticas sexuais comuns (e não tão comuns) no mundo hoje, como o costume e a arte de beijar, surgiram na Índia, proliferando com as primeiras formas de globalização.

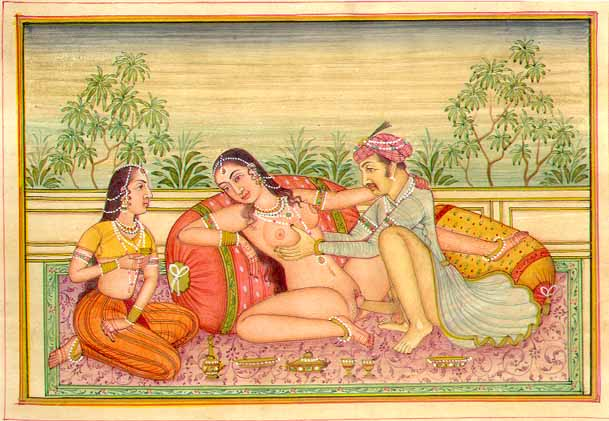
Pintura do Kama Sutra

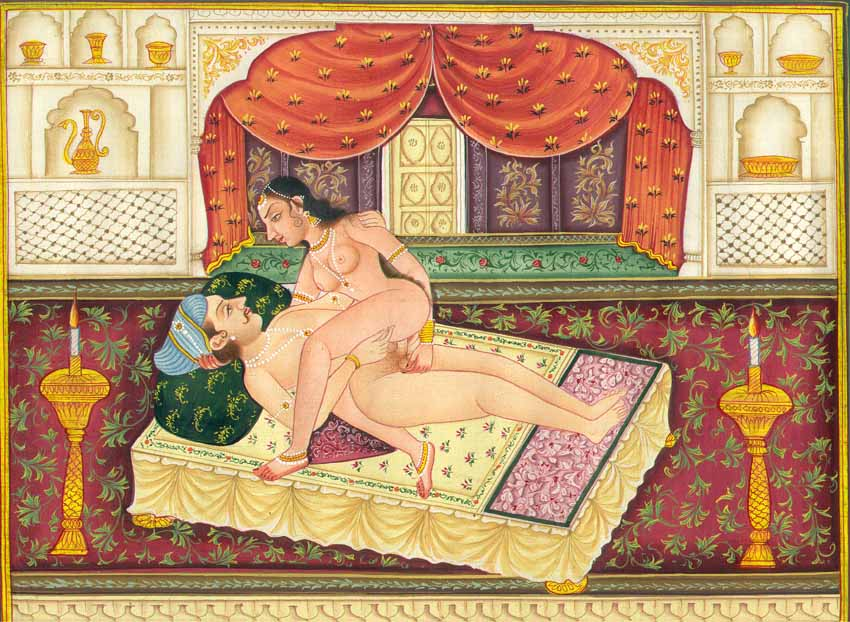
Pintura do Kama Sutra

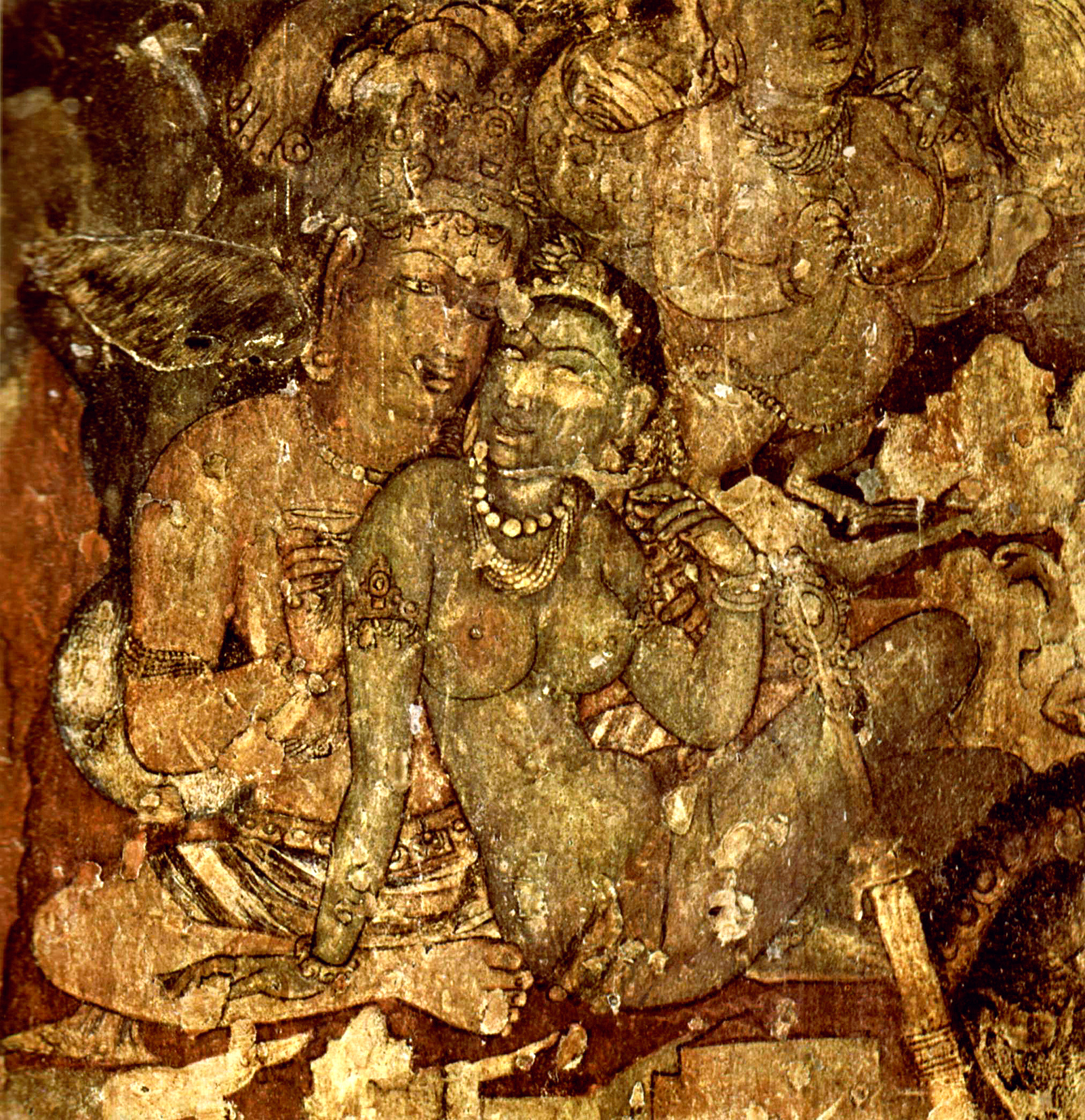
Arte das Grutas de Ajanta

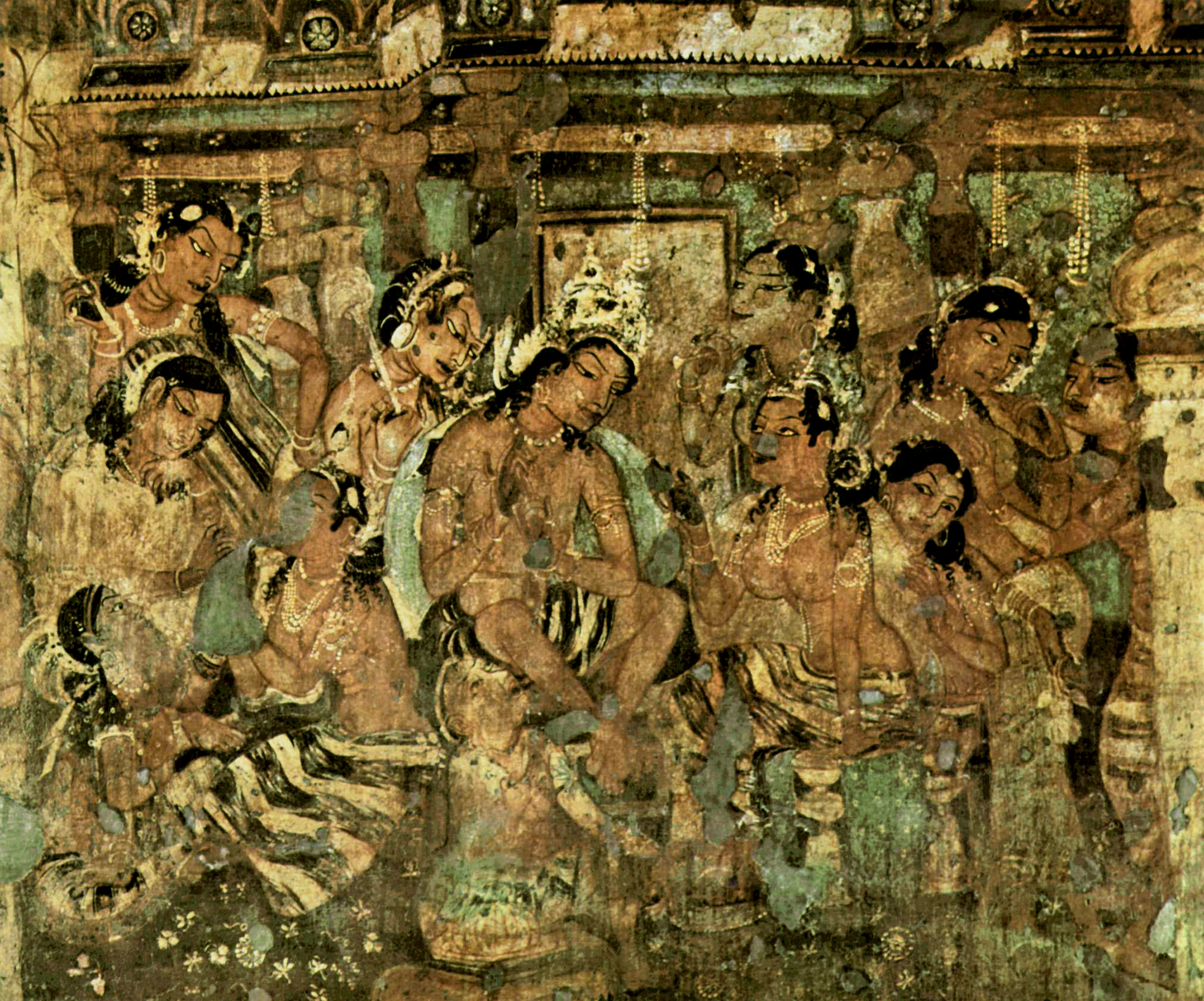
Murais de afresco das cavernas de Ajanta

A primeira evidência de atitudes em relação ao sexo vem dos antigos textos do hinduísmo, do budismo e do jainismo, os primeiros dos quais talvez sejam a mais antiga literatura sobrevivente do mundo. Esses textos mais antigos, os Vedas, revelam perspectivas morais sobre as orações de sexualidade, casamento e fertilidade. A magia do sexo apareceu em vários rituais védicos, mais significativamente no Asvamedha Yajna, onde o ritual culminou com a rainha principal deitada com o cavalo morto em um ato sexual simulado; claramente um rito de fertilidade destinado a salvaguardar e aumentar a produtividade do reino e as proezas marciais. As epopeias da antiga Índia, o Ramayana e o Mahabharata, que podem ter sido originalmente compostas em 1400 a.C., tiveram um efeito enorme na cultura da Ásia, influenciando posteriormente a cultura chinesa, japonesa, tibetana e do sudeste asiático. Esses textos apoiam a visão de que, na Índia antiga, o sexo era considerado um dever mútuo entre um casal, onde marido e mulher davam prazer um ao outro igualmente, mas onde o sexo era considerado um assunto privado, pelo menos pelos seguidores das religiões indianas mencionadas. Parece que a poligamia foi permitida durante os tempos antigos. Na prática, isso parece ter sido praticado apenas por governantes, com pessoas comuns mantendo um casamento monogâmico. É comum em muitas culturas que uma classe dominante pratique a poligamia como uma forma de preservar a sucessão dinástica.
A literatura sexual mais conhecida publicamente da Índia são os textos do Kama Sutra. Estes textos foram escritos para e mantidos pelo filósofo, guerreiro e nobreza castas, seus servos e concubinas e aqueles em certas ordens religiosas. Estas eram pessoas que também podiam ler e escrever e tinham instrução e educação. As sessenta e quatro artes do amor-paixão-prazer começaram na Índia. Há muitas versões diferentes das artes que começaram em sânscrito e foram traduzidas para outras línguas, como persa ou tibetano. Muitos dos textos originais estão faltando e a única pista para sua existência está em outros textos. O Kama Sutra, a versão de Vatsyayana, é um dos sobreviventes conhecidos e foi traduzido pela primeira vez para o inglês por Sir Richard Burton e F. F. Arbuthnot. O Kama Sutra é agora talvez o texto secular mais lido no mundo. Ele detalha as maneiras pelas quais os parceiros devem se satisfazer em um relacionamento conjugal.

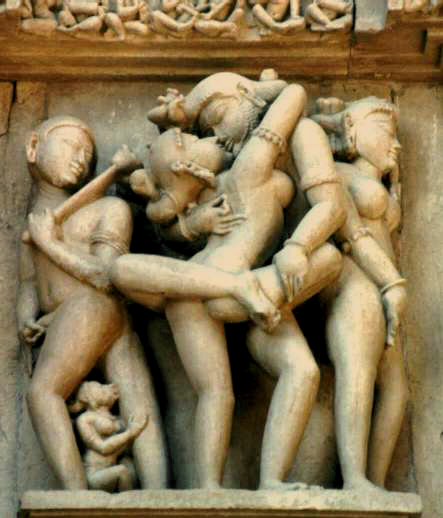
Escultura de um templo em Khajuraho

Quando a cultura islâmica e vitoriana inglesa chegou à Índia, eles geralmente tiveram um impacto adverso no liberalismo sexual na Índia. No contexto das religiões indianas, ou dharmas, como o hinduísmo, o budismo, o jainismo e o sikhismo, o sexo é geralmente visto como um dever moral de cada parceiro em um relacionamento de casamento de longo prazo com o outro, ou é visto como um desejo que impede o desapego espiritual e, portanto, deve ser renunciado. Na Índia moderna, um renascimento do liberalismo sexual ocorreu entre a população urbana bem-educada, mas ainda há discriminação e incidentes de casamento forçado entre os pobres.
Dentro de certas escolas de filosofia indiana, como o Tantra, a ênfase no sexo como um dever sagrado, ou mesmo um caminho para a iluminação espiritual ou equilíbrio yoguico é grandemente enfatizada. A relação sexual real não faz parte de todas as formas de prática tântrica, mas é a característica definitiva do Tantra esquerdo. Ao contrário da crença popular, o "sexo tântrico" nem sempre é lento e sustentado, e pode terminar no orgasmo. Por exemplo, o Yoni Tantra afirma: "deve haver cópula vigorosa". No entanto, todo o tantra afirma que havia certos grupos de personalidades que não se encaixavam em certas práticas. O Tantra era específico da personalidade e insistia em que aqueles com pashu-bhava, que são pessoas de natureza desonesta, promíscua, gananciosa ou violenta que comiam carne e se entregam à intoxicação, só incorrem em karma ruim seguindo caminhos tântricos sem a ajuda de um guru que poderia instruí-los no caminho correto. No tantra budista, a ejaculação real é muito mais um tabu, já que o objetivo principal da prática sexual é usar a energia sexual para alcançar a iluminação plena, ao invés do prazer comum. O sexo tântrico é considerado uma experiência prazerosa na filosofia tântrica.

### China
No I Ching (O Livro das Mutações, um texto clássico chinês que trata da adivinhação), o ato sexual é um dos dois modelos fundamentais usados para explicar o mundo. Sem embaraço nem circunlocução, o Céu é descrito como tendo relações sexuais com a Terra. Da mesma forma, sem nenhum senso de interesse lascivo, os amantes masculinos dos primeiros homens chineses de grande poder político são mencionados em uma das primeiras grandes obras de filosofia e literatura, o Zhuang Zi (ou Chuang Tzu, como está escrito no antigo sistema. de romanização).
A China tem uma longa história de sexismo, com até mesmo líderes morais como Confúcio dando relatos extremamente pejorativos das características inatas das mulheres. Desde os primórdios, a virgindade das mulheres era rigidamente reforçada pela família e pela comunidade e estava ligada ao valor monetário das mulheres como uma espécie de mercadoria (a "venda" de mulheres envolvendo a entrega de um preço de noiva). Os homens eram protegidos em suas próprias aventuras sexuais por um duplo padrão transparente. Embora a primeira esposa de um homem com algum tipo de status social na sociedade tradicional fosse quase certamente escolhida para ele por seu pai e/ou avô, o mesmo homem poderia mais tarde assegurar para si mesmo parceiros sexuais mais desejáveis com o status de concubinas. Além disso, os servos em sua posse também poderiam estar sexualmente disponíveis para ele. Naturalmente, nem todos os homens dispunham de recursos financeiros para se dedicarem tanto a si mesmos.

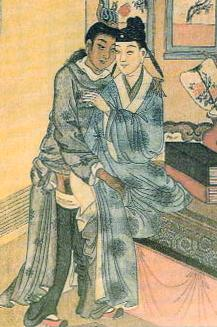
Atores Chineses Homossexuais - Pintura da Dinastia Qing

A literatura chinesa exibe uma longa história de interesse em afeto, felicidade conjugal, sexualidade descarada, romance, flertes amorosos, alianças homossexuais - enfim, todos os aspectos do comportamento que são afiliados à sexualidade no Ocidente. Além das passagens anteriormente mencionadas de Zhuang Zi, a sexualidade é exibida em outras obras literárias, como a dinastia Tang Yingying zhuan (Biografia de Cui Yingying), a dinastia Qing Fu sheng liu ji (Seis capítulos de uma vida flutuante), o humorístico e intencionalmente o lascivo Jin Ping Mei e o Hong lou meng (Sonho da Câmara Vermelha, também chamado de História da Pedra), multifacetado e perspicaz. Do exposto acima, apenas a história de Yingying e seu marido Zhang de fato não descrevem as interações homossexuais e heterossexuais. O romance intitulado Rou bu tuan (Tapete de oração de carne) descreve até mesmo transplantes de órgãos entre espécies para melhorar o desempenho sexual. Entre a literatura chinesa estão os textos clássicos taoístas. Esta tradição filosófica da China desenvolveu práticas sexuais taoístas que têm três objetivos principais: saúde, longevidade e desenvolvimento espiritual.
O desejo de respeitabilidade e a crença de que todos os aspectos do comportamento humano podem ser colocados sob controle do governo têm sido mandados a porta-vozes oficiais chineses para manter a ficção de fidelidade sexual no casamento, ausência de grande frequência de relações sexuais antes do casamento e total ausência na China do chamado "fenômeno capitalista decadente" da homossexualidade. O resultado das demandas ideológicas que impedem o exame objetivo do comportamento sexual na China, até muito recentemente, tornou extremamente difícil para o governo tomar medidas efetivas contra doenças sexualmente transmissíveis, especialmente a AIDS. Ao mesmo tempo, grandes migrações para as cidades, juntamente com o desequilíbrio de gênero na China e uma quantidade significativa de desemprego, levaram ao ressurgimento da prostituição em locais não regulamentados, um proeminente acelerador da propagação de DSTs para muitos membros comuns da sociedade.
Nas últimas décadas, o poder da família sobre os indivíduos enfraqueceu, tornando cada vez mais possível que jovens homens e mulheres encontrem seus próprios parceiros sexuais e/ou matrimoniais.

### Japão

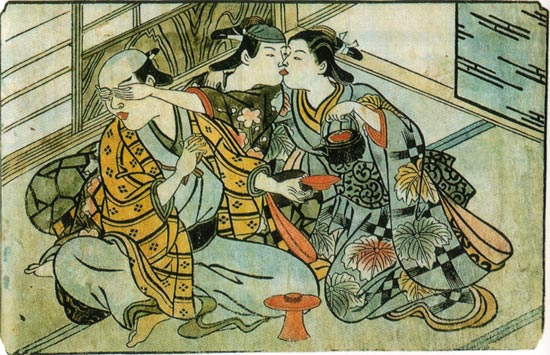
Um ator de kabuki que trabalha como profissional do sexo, brinca com seu cliente; desfrutando os favores da servente. Nishikawa Sukenobu, impressão em xilogravura de estilo Shunga, tinta sobre papel; Era de Kyoho (1716–1735)

No que é frequentemente chamado de o primeiro romance do mundo, o Genji Monogatari (Conto de Genji), que remonta a cerca do século VIII d.C., o erotismo é tratado como uma parte central da vida estética da nobreza. As interações sexuais do Príncipe Genji são descritas em grande detalhe, num tom de voz objetivo e de uma forma que indica que a sexualidade era um componente tão valorizado da vida culta quanto a música ou qualquer outra arte. Enquanto a maioria de suas interações eróticas envolvem mulheres, há um episódio revelador em que Genji percorre uma distância relativamente grande para visitar uma das mulheres com quem ocasionalmente consente, mas a encontra longe de casa. Chegando tarde, e a relação já está no cardápio do dia, Genji sente prazer na disponibilidade do irmão mais novo da moça, que, segundo ele, é igualmente satisfatório como parceiro erótico.
Daquele tempo até pelo menos a Reforma Meiji, não há indicação de que a sexualidade tenha sido tratada de forma pejorativa. Nos tempos modernos, a homossexualidade foi tirada de vista até que ressurgiu, na esteira da revolução sexual, com aparentemente pouca ou nenhuma necessidade de um período de aceleração. Yukio Mishima, provavelmente o escritor japonês mais conhecido do mundo exterior, frequentemente escreveu sobre a homossexualidade e sua relação com a cultura japonesa nova e antiga. Da mesma forma, a prostituição, a pornografia, a tradição da Gueixa e inúmeros tipos de fetiche e sadomasoquismo ressurgiram após décadas no subsolo.
No Japão, a sexualidade era governada pelas mesmas forças sociais que tornam sua cultura consideravelmente diferente da da China, Coréia, Índia ou Europa. Na sociedade japonesa, o principal método usado para garantir o controle social é a ameaça do ostracismo. A sociedade japonesa ainda é uma sociedade muito vergonhosa. Mais atenção é dada ao que é educado ou apropriado para mostrar aos outros do que a quais comportamentos podem fazer uma pessoa parecer "corrupta" ou "culpada", no sentido cristão de as palavras. A tendência das pessoas na sociedade japonesa de se agruparem em termos de "grupos" e "fora de grupo" - resíduo de sua longa história como uma sociedade de castas - é uma fonte de grande pressão em todas as facetas da sociedade, através da cultura pop a natureza tribal, muitas vezes materialista e muito complexa das subculturas adolescentes), bem como os padrões mais tradicionais (como no papel de alta pressão dos assalariados). A expressão sexual varia de um requisito a um tabu completo, e muitos, especialmente os adolescentes, se vêem desempenhando muitos papéis estritamente separados durante a semana.
Um local frequente de equívocos em relação à sexualidade japonesa é a instituição da gueixa. Ao invés de ser uma prostituta, uma gueixa era uma mulher treinada em artes como música e conversas cultas, e que estava disponível para interações não-sexuais com sua clientela masculina. Essas mulheres diferiam das esposas que seus patronos provavelmente tinham em casa porque, com exceção da gueixa, normalmente não se esperava que as mulheres estivessem preparadas para nada além do cumprimento das tarefas domésticas. Essa limitação imposta pelo papel social normal da maioria das mulheres na sociedade tradicional produziu uma diminuição nas atividades que essas mulheres poderiam desfrutar, mas também uma limitação nas maneiras que um homem poderia desfrutar da companhia de sua esposa. A gueixa cumpriu os papéis sociais não sexuais que as mulheres comuns foram impedidas de cumprir e, por esse serviço, foram bem remuneradas. As gueixas não foram privadas de oportunidades de se expressarem sexualmente e de outras formas eróticas. Uma gueixa poderia ter um patrono com quem ela gostava de intimidade sexual, mas esse papel sexual não fazia parte de seu papel ou responsabilidade como gueixa.
Como um nível superficial, na sociedade japonesa tradicional era esperado que as mulheres fossem altamente subservientes aos homens e especialmente aos seus maridos. Assim, em uma descrição socio-normal de seus papéis, eles eram pouco mais que donos de casa e parceiros sexuais fiéis para seus maridos. Seus maridos, por outro lado, podem se relacionar sexualmente com quem eles escolheram fora da família, e uma parte importante do comportamento social masculino envolve incursões depois do trabalho a lugares de entretenimento na companhia de coortes masculinos do local de trabalho - lugares que podem facilmente oferecer possibilidades de satisfação sexual fora da família. No período do pós-guerra, esse lado da sociedade japonesa viu alguma liberalização em relação às normas impostas às mulheres, bem como uma expansão dos poderes de facto das mulheres na família e na comunidade que existiam sem reconhecimento na sociedade tradicional.
Nos anos desde que as pessoas tomaram conhecimento da epidemia de AIDS, o Japão não sofreu as altas taxas de doença e morte que caracterizam, por exemplo, algumas nações da África, algumas nações do Sudeste Asiático, etc. Em 1992, o governo do Japão justificaram a sua recusa contínua em permitir a distribuição de contraceptivos orais no Japão, com o receio de reduzir o uso de preservativos e, assim, aumentar a transmissão da SIDA. A partir de 2004, o preservativo foi responsável por 80% do uso do controle de natalidade no Japão, e isso pode explicar as taxas de AIDS comparativamente menores do Japão.

### Antiguidade Clássica

#### Grécia

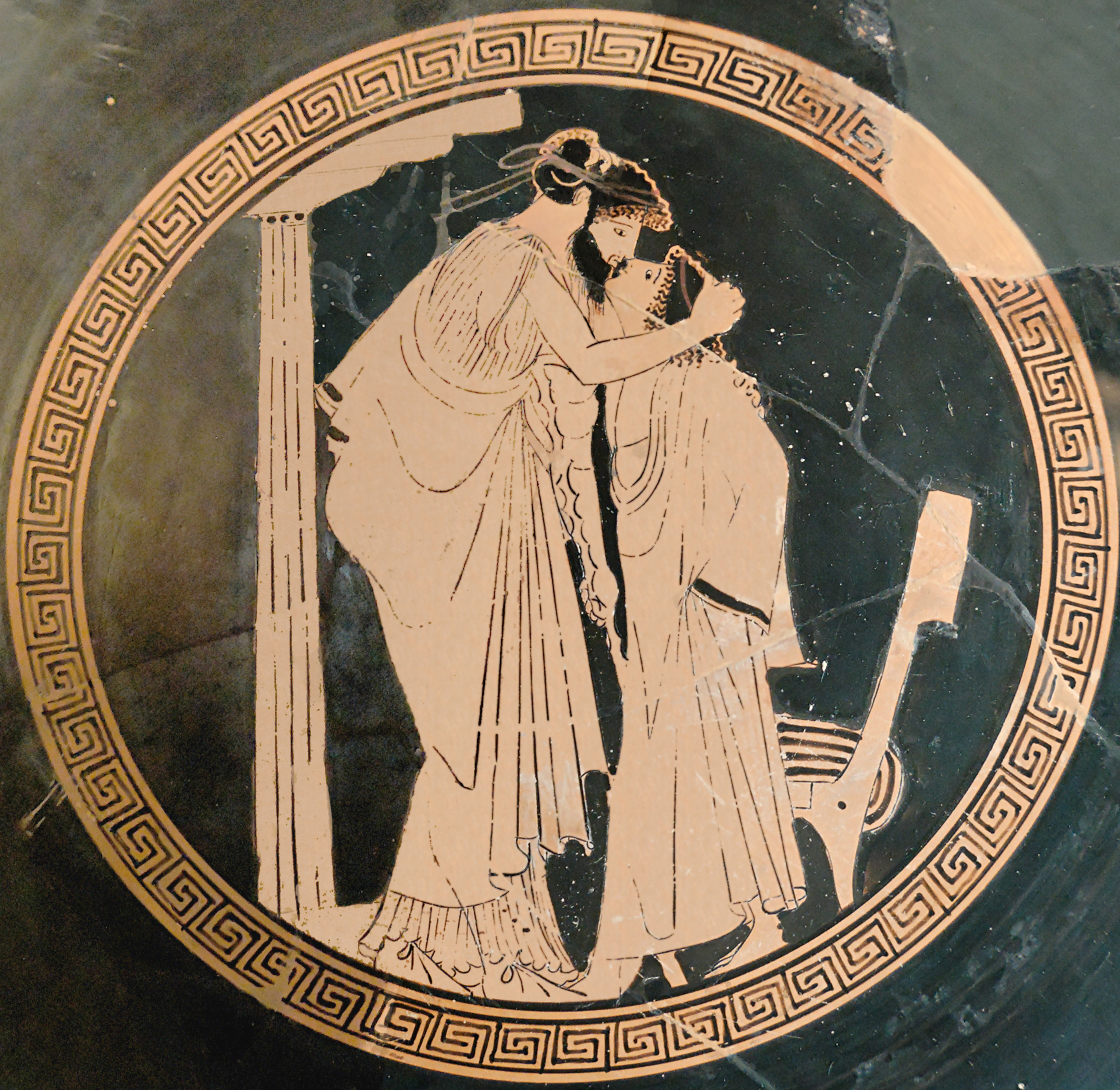
Um homem beija seu amante mais novo em um cálice ca. 480 a.C.

Na Grécia antiga, o falo, muitas vezes na forma de um herma, era um objeto de culto como um símbolo de fertilidade. Isso encontra expressão na escultura grega e em outras obras de arte. Uma antiga ideia masculina grega de sexualidade feminina era que as mulheres invejavam os pênis dos machos. As esposas eram consideradas mercadorias e instrumentos para gerar filhos legítimos. Elas tinham que competir sexualmente com eromenos, hetaeras e escravos em suas próprias casas.
Tanto a homossexualidade quanto a bissexualidade, na forma de efebofilia (em alguns aspectos, escravidão), eram instituições sociais na Grécia antiga e eram essenciais para a educação, a arte, a religião e a política. As relações entre adultos não eram desconhecidas, mas eram desfavoráveis. As relações lésbicas também eram de natureza pederástica.
Na Grécia antiga, era comum os homens terem relações sexuais com os jovens. Essas práticas eram um sinal de maturidade para os jovens, que olhavam para os homens como mentores sexuais.
Os homens da Grécia Antiga acreditavam que a prostituição refinada era necessária para o prazer e que diferentes classes de prostitutas estavam disponíveis. Hetaera, companheiras educadas e inteligentes, eram para o prazer tanto intelectual como físico, prostitutas peripatéticas solicitavam negócios nas ruas, ao passo que o templo ou prostitutas consagradas cobravam um preço mais alto. Em Corinto, cidade portuária, no mar Egeu, o templo abrigava mil prostitutas consagradas.
O estupro - geralmente no contexto da guerra - era comum e era visto pelos homens como um "direito de dominação". Estupro, no sentido de "sequestro" seguido de sexo consensual, foi representado até mesmo na religião: Zeus teria arrebatado muitas mulheres: Leda na forma de um cisne, Danaë disfarçada de chuva de ouro, Alkmene disfarçada de marido. Zeus também estuprou um menino, Ganimedes, um mito que se assemelhava ao costume cretense.

#### Etrúria
Os antigos etruscos tinham pontos de vista muito diferentes sobre a sexualidade, quando comparados com os outros povos antigos europeus, a maioria dos quais herdara as tradições e visões indo-europeias sobre os papéis de gênero.
Escritores gregos, como Theopompus e Platão, chamaram o etrusco de "imorais" e de suas descrições descobrimos que as mulheres geralmente faziam sexo com homens que não eram seus maridos e que, em sua sociedade, as crianças não eram rotuladas como "ilegítimas" só porque não sabia quem era o pai. Theopompus também descreveu rituais orgiásticos, mas não está claro se eles eram um costume comum ou apenas um ritual menor dedicado a uma certa divindade.

#### Roma

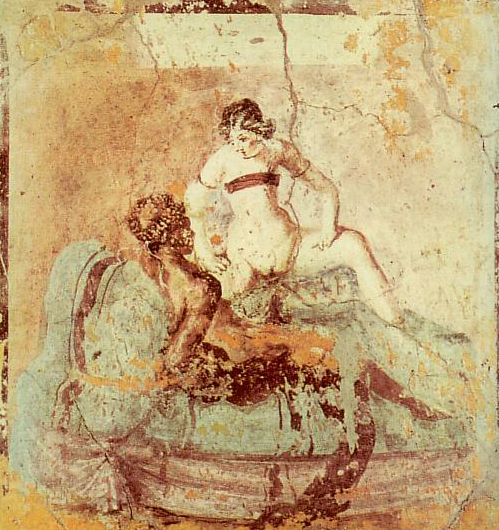
Pintura de parede de Pompéia representando a posição de "mulher andando", um favorito na arte romana: mesmo em cenas de sexo explícito, os seios da mulher são muitas vezes cobertos

O dever do cidadão de controlar seu corpo era central para o conceito de sexualidade masculina na República Romana. Virtude" (virtus, de vir, "homem") foi equiparado a "masculinidade". A virtude equivalente para os cidadãos femininos de boa posição social era a pudicícia, uma forma de integridade sexual que mostrava sua atratividade e autocontrole. A sexualidade feminina foi encorajada dentro do casamento. Na sociedade patriarcal romana, um "homem de verdade" deveria governar bem a si mesmo e aos outros, e não deveria se submeter ao uso ou prazer de outros. Comportamentos do mesmo sexo não eram percebidos como diminuindo a masculinidade de um romano, contanto que ele desempenhasse o papel de penetração ou dominação. Parceiros masculinos aceitáveis eram inferiores sociais como prostitutos, artistas e escravos. Sexo com  homens livres menores era formalmente proibido (ver Lex Scantinia). "Homossexual" e "heterossexual", portanto, não formam a dicotomia primária do pensamento romano sobre a sexualidade, e não existem palavras em latim para esses conceitos.
Representações de sexualidade franca são abundantes na literatura romana e na arte. O fascinum, um encanto fálico, era uma decoração onipresente. Posições sexuais e cenários são retratados em grande variedade entre as pinturas murais preservadas em Pompéia e Herculano. Coleções de poesia celebraram casos amorosos e A Arte do Amor, do poeta augustano Ovídio, ensinou a homens e mulheres a atrair e desfrutar os amantes. Elaborar teorias da sexualidade humana baseadas na filosofia grega foram desenvolvidas por pensadores como Lucrécio e Sêneca. Os mitos clássicos geralmente lidam com temas sexuais como identidade de gênero, adultério, incesto e estupro.
Como outros aspectos da vida romana, a sexualidade era apoiada e regulada pela religião romana tradicional, tanto o culto público do estado quanto as práticas religiosas privadas e a magia. Cícero sustentava que o desejo de procriar (libido) era "a sementeira da república", pois era a causa da primeira forma de instituição social, o casamento, que por sua vez criava a família, considerada pelos romanos como o bloco de construção da civilização. A lei romana penalizava os crimes sexuais (stuprum), particularmente o estupro, bem como o adultério. Um marido romano, no entanto, cometia o crime de adultério somente quando seu parceiro sexual era uma mulher casada.
A prostituição era legal, pública e generalizada. Artistas de qualquer gênero eram considerados sexualmente disponíveis (ver infâmia), e os gladiadores eram sexualmente fascinantes. Os escravos não tinham personalidade jurídica e eram vulneráveis à exploração sexual.
A dissolução dos ideais republicanos de integridade física em relação à liberdade política contribui e se reflete na licença e decadência sexual associadas ao Império Romano. Ansiedades sobre a perda de liberdade e a subordinação do cidadão ao imperador foram expressas por um aumento percebido no comportamento homossexual passivo entre homens livres. A conquista sexual foi uma metáfora frequente do imperialismo romano.:)

### Polinésia Francesa
As ilhas foram notadas por sua cultura sexual. Muitas atividades sexuais vistas como tabu nas culturas ocidentais eram vistas como apropriadas pela cultura nativa. O contato com as sociedades ocidentais mudou muitos desses costumes, então a pesquisa sobre a história social pré-ocidental deve ser feita lendo-se escritos antigos.
As crianças dormiam no mesmo quarto que seus pais e pudiam testemunhar seus pais enquanto faziam sexo. Simulação de relações sexuais tornaravam-se penetração real, logo que os meninos eram fisicamente capazes. Os adultos acharam a simulação do sexo de crianças como engraçada. Quando as crianças se aproximaram, 11 atitudes mudavam para as meninas.
O sexo pré-marital não era encorajado, mas era permitido em geral, os requisitos para a sexualidade eram incidentes, regulamentos exogâmicos e filhas primogênitas de linhagem de alto nível. Depois do seu primogênito, como mulheres de alto escalão tinham permissão para casos extraconjugais.
No dia seguinte, assim que estava claro, estávamos cercados por uma multidão ainda maior dessas pessoas. Havia agora pelo menos cem mulheres; e praticavam todas as artes da expressão e do gesto lascivos para ganhar a admissão a bordo. Foi com dificuldade que consegui que minha equipe obedecesse às ordens que eu havia dado sobre esse assunto. Entre essas mulheres, algumas não tinham mais de dez anos de idade. Mas a juventude, parece, não é aqui nenhum teste de inocência; essas crianças, como posso chamá-las, rivalizavam com suas mães na devassidão de seus movimentos e nas artes da sedução.— Yuri Lisyansky em suas memórias
Adam Johann von Krusenstern em seu livro sobre a mesma expedição de Yuri, relata que um pai trouxe uma garota de 10 a 12 anos em seu navio, e ela fez sexo com a tripulação. De acordo com o livro de Charles Pierre Claret de Fleurieu e Étienne Marchand, meninas de 8 anos fizeram sexo e realizaram outros atos sexuais em público.

### Século XX: revolução sexual
A segunda revolução sexual foi uma mudança substancial na moralidade sexual e no comportamento sexual em todo o Ocidente nos anos 1960 e início dos anos 70. Um fator na mudança de valores relativos às atividades sexuais foi a invenção de novas tecnologias eficientes para o controle pessoal da capacidade de entrar na gravidez. Primeiro entre eles, naquela época, foi a primeira pílula anticoncepcional. As leis liberalizadas sobre o aborto em muitos países também possibilitaram a segurança e a legalidade de uma gravidez indesejada, sem a necessidade de invocar um parto que representa grave perigo para a saúde da mãe.

## Relações entre mesmo sexo

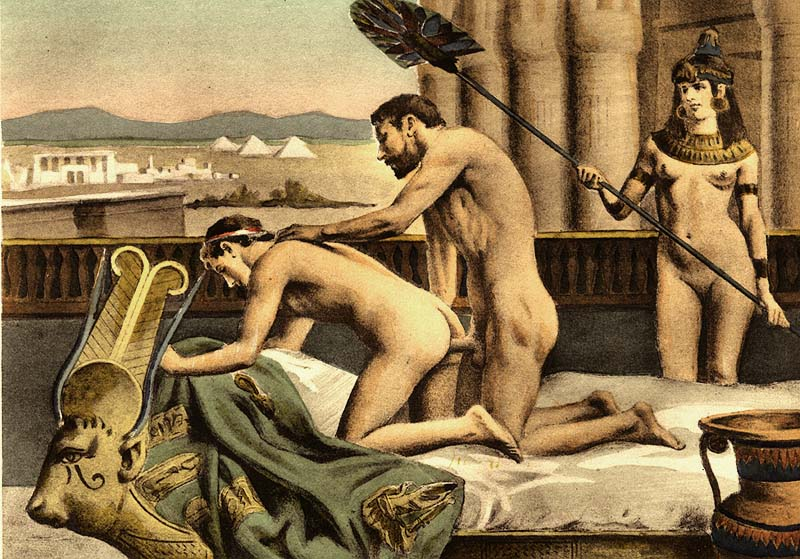
Adriano e Antínoo no Egito por Édouard-Henri Avril

As atitudes da sociedade em relação a pessoas do mesmo sexo variaram ao longo do tempo, desde esperar que todos os homens se envolvam em relacionamentos do mesmo sexo, à integração casual, através da aceitação, a ver a prática como um pecado menor, reprimindo-a através de mecanismos judiciais e judiciais. e proscrevê-lo sob pena de morte.
Em uma compilação detalhada de materiais históricos e etnográficos de culturas pré-industriais, "forte desaprovação da homossexualidade foi relatada por 41% de 42 culturas; foi aceita ou ignorada por 21%, e 12% não relataram tal conceito. De 70 etnografias, 59% relataram homossexualidade ausente ou rara em frequência e 41% relataram ser ou não incomum." 
Nas culturas influenciadas pelas religiões abraâmicas, a lei e a igreja estabeleceram a sodomia como uma transgressão contra a lei divina ou um crime contra a natureza. A condenação do sexo anal entre homens, no entanto, antecede a crença cristã. Era frequente na Grécia antiga; "não natural" pode ser rastreada até Platão.
Muitas figuras históricas, incluindo Sócrates, Lord Byron, Edward II e Adriano, tiveram termos como gay ou bissexual aplicado a eles; alguns estudiosos, como Michel Foucault, consideraram isso como arriscando a introdução anacrônica de uma construção contemporânea da sexualidade estranha aos seus tempos., embora outros desafiem isso.
Um fio comum do argumento construcionista é que ninguém na antiguidade ou na Idade Média experimentou a homossexualidade como um modo exclusivo, permanente ou definidor de sexualidade. John Boswell contrariou esse argumento citando escritos gregos antigos de Platão, que descrevem indivíduos exibindo homossexualidade exclusiva.

## Religião e sexo

### Judaísmo
Na lei judaica, o sexo não é considerado intrinsecamente pecaminoso ou vergonhoso quando conduzido no casamento, nem é um mal necessário para o propósito da procriação. O sexo é considerado um ato privado e sagrado entre marido e mulher. Certas práticas sexuais desviantes, enumeradas abaixo, eram consideradas "abominações" gravemente imorais, às vezes puníveis com a morte. O resíduo do sexo era considerado ritualmente impuro fora do corpo e necessitava de ablução.
Recentemente, alguns estudiosos questionaram se o Antigo Testamento proibiu todas as formas de homossexualidade, levantando questões de tradução e referências a práticas culturais antigas. No entanto, o judaísmo rabínico condenou inequivocamente a homossexualidade.

#### Lei mosaica

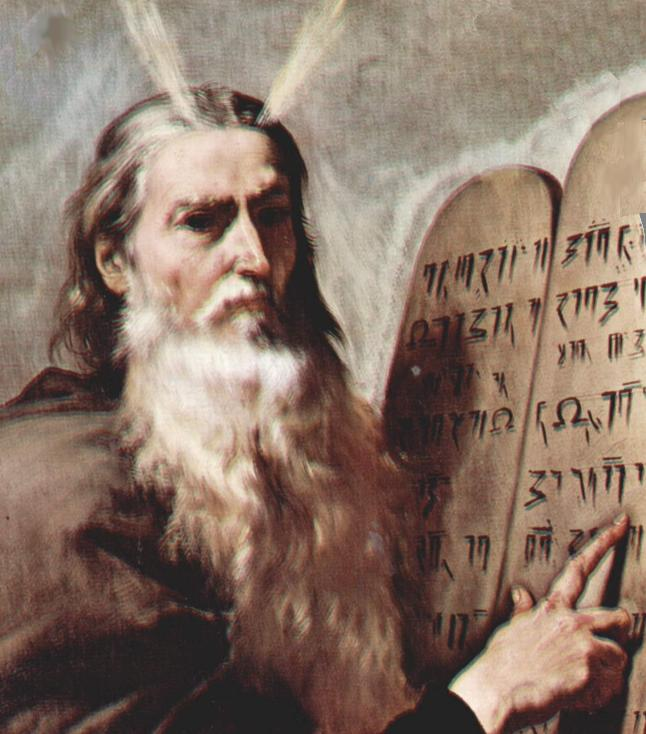
Moisés com as tábuas de José de Ribera

- Moisés com as tábuas de José de RiberaE Deus os abençoou, e Deus lhes disse: "Frutificai e multiplicai-vos e enchei a terra e sujeita-a e domina sobre os peixes do mar e sobre as aves do céu e sobre todos os animais que pisa sobre a terra. (Gênesis 1:28)

O Torá, apesar de ser bastante francao em sua descrição de vários atos sexuais, proíbe certos relacionamentos. Nomeadamente, o adultério, todas as formas de incesto, a homossexualidade masculina, a bestialidade, e introduziu a ideia de que não se deve fazer sexo durante o período da esposa:
- Você não deve deitar carnalmente com a esposa do seu vizinho, para se tornar impuro por ela. (Lev. 18:20)
- Não te deitarás com homens, como com a mulher: é abominação. (Lev. 18:22)
- E com nenhum animal você coabitará, para se tornar contaminado por ele. E uma mulher não deve ficar na frente de um animal para coabitar com ela; isso é depravação. (Lev. 18:23)
- E para uma mulher durante a impureza de sua separação, você não se aproximará para descobrir sua nudez. (Lev. 18:19)

As passagens acima podem, no entanto, estar abertas à interpretação moderna. Os significados originais desses versículos não mudaram, mas sua interpretação pode ter mudado depois que eles foram traduzidos para outras línguas. Essa visão, no entanto, foi neutralizada pelos conservadores.

### Cristandade
O cristianismo voltou a enfatizar as atitudes judaicas sobre a sexualidade com dois novos conceitos. Primeiro, havia a ideia reiterada de que o casamento era absolutamente exclusivo e indissolúvel, colocando mais orientações sobre o divórcio e ampliando as razões e os princípios por trás dessas leis. Em segundo lugar, nos tempos do Antigo Testamento o casamento era quase universal, em continuidade com o matrimônio total no Éden, mas no Novo Testamento, a trajetória é estendida para o objetivo do casamento nos novos céus e nova terra (ver Mateus 22). Praticamente, portanto, a nova era depois de Jesus agora tem o casamento como apenas normativo, mas o celibato é um presente valioso em si mesmo.[carece de fontes?]

#### Novo Testamento

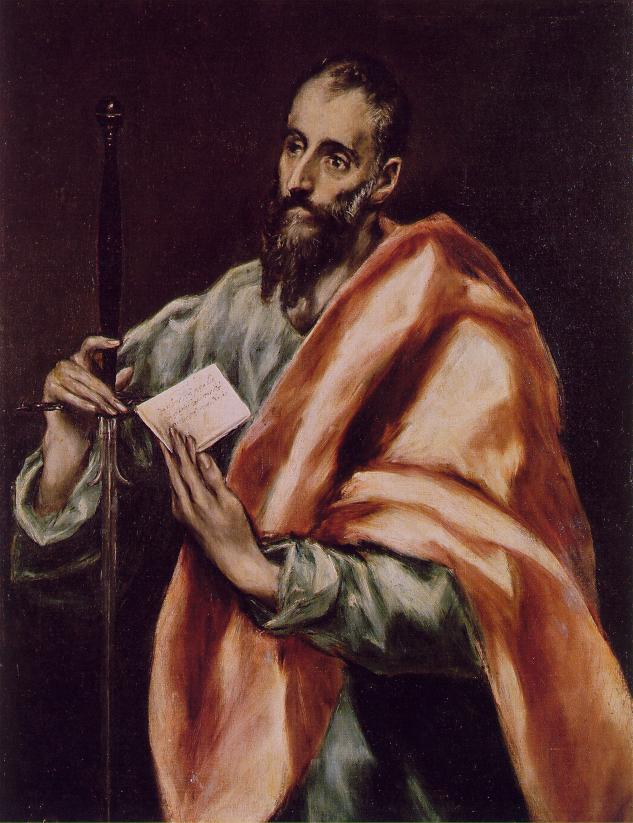
São Paulo por El Greco

O Novo Testamento é bastante claro sobre os princípios relativos às relações sexuais. Em uma de suas cartas à igreja de Corinto, Paulo responde diretamente a algumas perguntas que fizeram sobre isso.
1 Ora, quanto aos assuntos sobre os quais você escreveu: 'É bom que um homem não toque em uma mulher'. 2 Mas devido a casos de imoralidade sexual, cada homem deve ter sua própria esposa e cada mulher seu próprio marido. 3 O marido deve dar a sua esposa seus direitos conjugais e, da mesma forma, a esposa ao marido. 4 Porque a mulher não tem autoridade sobre o seu próprio corpo, mas o marido o faz; Da mesma forma, o marido não tem autoridade sobre seu próprio corpo, mas a esposa o faz. 5 Não se privem uns dos outros, exceto, talvez, por acordo por um tempo determinado, dedicar-se à oração e depois se reúnem novamente, para que Satanás não tente você por causa de sua falta de autocontrole. 6 Isso eu digo por meio de concessão, não de comando. 7 Eu gostaria que todos fossem como eu sou. Mas cada um tem um dom particular de Deus, um tendo um tipo e outro de um tipo diferente ”(1 Coríntios 7: 1-9, NRSV).
Paulo está falando em uma situação em que a igreja estava caindo na luxúria, e alguns membros até usando prostitutas (6:16), enquanto outros defendiam uma "espiritualidade superior" que negava injustamente o prazer das coisas terrenas, incluindo a abstinência do sexo (7:1). Paulo lhes escreve para explicar o contexto certo para o sexo no casamento, e a importância de os casais continuarem fazendo sexo e dando prazer um ao outro, mas encoraja-os a buscar o celibato (como ele mais tarde explica [7: 32-35], para que eles pode dedicar mais tempo e energia a outros) onde quer que Deus conceda esse dom (7:7).
Muitas outras passagens referem-se a sexo ou casamento.

#### Pensamento cristão posterior
Santo Agostinho opinou que antes da queda de Adão, não havia luxúria no ato sexual, mas que estava inteiramente subordinado à razão humana. Teólogos posteriores concluíram igualmente que a luxúria envolvida na sexualidade era resultado do pecado original, mas quase todos concordaram que isso era apenas um pecado venial, se conduzido dentro do casamento sem luxúria desordenada.
Nas escolas reformadas, representadas, por exemplo, pela Confissão de Westminster, três propósitos do casamento são estabelecidos: para encorajamento mútuo, apoio e prazer; por ter filhos; e para evitar o pecado lascivo.
Hoje, muitos cristãos adotaram a visão de que não há pecado algum no prazer desinibido das relações conjugais. Alguns cristãos tendem a limitar as circunstâncias e o grau em que o prazer sexual é moralmente lícito, por exemplo, para construir o autocontrole para evitar que o sexo se torne aditivo ou como um jejum.

### Hinduísmo
Na Índia, o hinduísmo aceitou uma atitude aberta em relação ao sexo como arte, ciência e prática espiritual. As peças mais famosas da literatura indiana sobre sexo são Kamasutra (Aforismos no Amor) e Kamashastra (de Kama = prazer, shastra = conhecimento ou técnica especializados). Esta coleção de escritos sexuais explícitos, espirituais e práticos, cobre a maioria dos aspectos do namoro humano e da relação sexual. Foi reunido dessa forma pelo sábio Vatsyayana, de um manuscrito de 150 capítulos que havia sido destilado de 300 capítulos que, por sua vez, vinham de uma compilação de cerca de 100.000 capítulos de texto. Acredita-se que o Kamasutra tenha sido escrito em sua forma final entre o terceiro e o quinto século d.C.
Também são notáveis as esculturas esculpidas em templos na Índia, particularmente no templo de Khajuraho. A representação franca do sexo desinibido sugere uma sociedade liberada e os tempos em que as pessoas acreditavam em lidar abertamente com todos os aspectos da vida. Por outro lado, um grupo de pensadores acredita que a representação de esculturas sexualmente implícitas fora dos templos indica que deve-se entrar nos templos deixando desejos (kama).
Além do Kamashastra de Vatsyayana, que é sem dúvida o mais famoso de todos esses escritos, existem vários outros livros, por exemplo:
- O Ratirahasya, tradução literal - segredos (rahasya) do amor (rati, a união);
- O Panchasakya, ou as cinco setas (sakya);
- O Ratimanjari, ou a guirlanda (manjari) do amor (rati, a união)
- O Anunga Runga, ou o estágio do amor.

Os segredos do amor foi escrito por um poeta chamado Kukkoka. Acredita-se que ele tenha escrito este tratado em seu trabalho para agradar a um Venudutta, considerado rei. Este trabalho foi traduzido para o hindi anos atrás e o nome do autor se tornou Koka e o livro que ele escreveu se chamava Koka Shastra. O mesmo nome entrou em todas as traduções para outras línguas na Índia. Koka Shastra significa literalmente doutrinas de Koka, que é idêntico ao Kama Shastra, ou doutrinas do amor, e os nomes Koka Shastra e Kama Shastra são usados indiscriminadamente.

### Islã
No Islã, a relação sexual só é permitida após o casamento e apenas com o cônjuge. Sexo fora do casamento é proibido, chamado zina, como é o adultério, que é considerado um pecado e é estritamente proibido e punível. De acordo com o capítulo Al-Israa ', versículo 32 do Alcorão, Allah (Deus) proíbe os muçulmanos de se aproximarem de zina e de se relacionarem com alguém que não seja seu cônjuge. E como o casamento é apenas entre um homem e uma mulher, qualquer relação sexual entre dois homens é proibida. O Islã não aceita a homossexualidade nem permite o sexo anal, mesmo entre casais ou mesmo durante os ciclos menstruais. Além disso, o sexo é como um ato de caridade, se feito com boas intenções. Não se pode buscar meios sexuais fora do casamento e deve diminuir o olhar quando estiver fora.

## Tecnologia e sexo
Em meados do século XX, os avanços da ciência médica e a compreensão moderna do ciclo menstrual levaram a técnicas observacionais, cirúrgicas, químicas e laboratoriais para permitir o diagnóstico e o tratamento de muitas formas de infertilidade.

## Pederastia

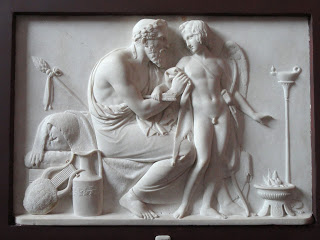
O poeta grego Anacreonte com seu amante.

Muitas culturas normalizaram ou promoveram homens adultos e jovens do sexo masculino, geralmente adolescentes, entrando em amizades pedagógicas ou casos amorosos que também tinham uma dimensão erótica. Estes eram geralmente expressos sexualmente, mas os castos não eram infrequentes. Se sexual, essa fase do relacionamento durava até que a juventude estivesse pronta para a vida adulta e o casamento. Outras culturas viam tais relações como inimigas de seus interesses - muitas vezes por motivos religiosos - e tentavam eliminá-las.

## Zoofilia

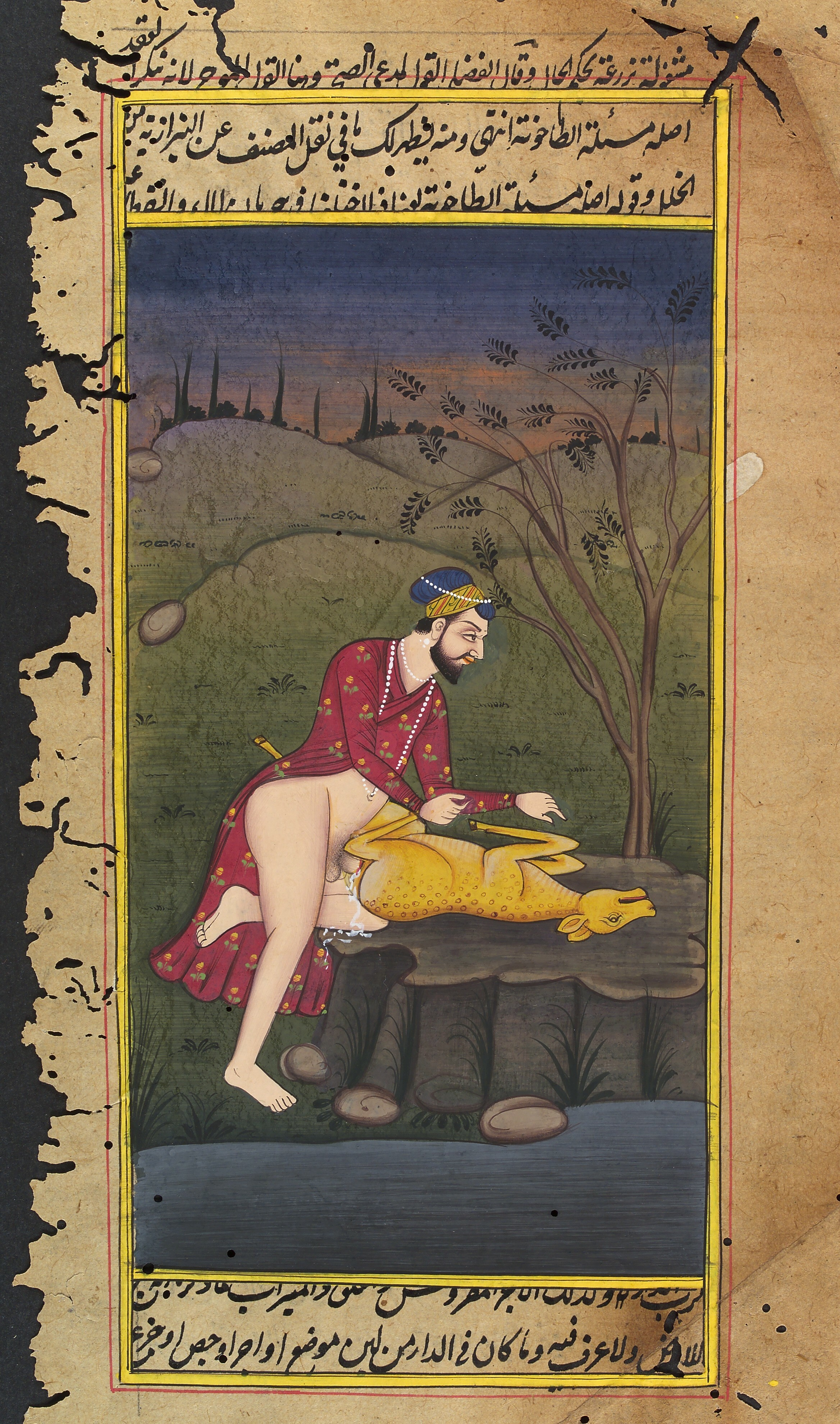
Um homem copulando com uma cabra ou veado em uma arte indiana.

Zoofilia ou bestialidade - atividade sexual entre humanos e animais - provavelmente remonta à pré-história. Representações de humanos e animais em um contexto sexual aparecem com pouca freqüência na arte rupestre na Europa, começando em torno do início do Neolítico e da domesticação de animais. A bestialidade permaneceu um tema comum na mitologia e no folclore durante o período clássico e na Idade Média (por exemplo, Leda e o Cisne) e vários autores antigos pretendiam documentá-lo como uma prática regular e aceita - embora geralmente em "outras" culturas.
A proibição legal explícita do contato sexual humano com animais é um legado das religiões abraâmicas: a Bíblia hebraica impõe a pena de morte tanto à pessoa quanto ao animal envolvidos em um ato de bestialidade. Existem vários exemplos conhecidos da Europa medieval de pessoas e animais executados por cometer bestialidade. Com a Era do Esclarecimento, a bestialidade foi incluída em outros "crimes contra a natureza" sexuais em leis civis de sodomia, geralmente permanecendo um crime capital.
A bestialidade continua ilegal na maioria dos países e aceita em nenhum. Embora argumentos religiosos e de "crime contra a natureza" ainda possam ser usados para justificar isso, hoje a questão central é a capacidade de animais não-humanos de dar consentimento: argumenta-se que o sexo com animais é inerentemente abusivo. Em comum com muitas parafilias, a internet permitiu a formação de uma comunidade zoófila que começou a fazer lobby para que a zoofilia fosse considerada uma sexualidade alternativa e para a legalização da bestialidade.

## Prostituição
Prostituição é a venda de serviços sexuais, como sexo oral ou relações sexuais. A prostituição foi descrita como a "profissão mais antiga do mundo". Gonorrhoeae é registrado pelo menos até 700 anos atrás e associado a um distrito em Paris anteriormente conhecido como "Le Clapiers". Este é o lugar onde as prostitutas eram encontradas naquela época.
Em algumas culturas, a prostituição tem sido um elemento de práticas religiosas. A prostituição religiosa é bem documentada nas culturas antigas do Oriente Próximo, como a Suméria, a Babilônia, a Grécia antiga e Israel, onde prostitutas aparecem na Bíblia. Na Grécia, as hetaerae eram frequentemente mulheres de alta classe social, enquanto em Roma os meretrícios eram de menor ordem social. As Devadasi, prostitutas de templos hindus no sul da Índia, foram tornadas ilegais pelo governo indiano em 1988.

## Doenças sexualmente transmissíveis
Durante grande parte da história humana, as doenças sexualmente transmissíveis têm sido um flagelo da humanidade. Eles correram sem controle através da sociedade até a descoberta de antibióticos.[carece de fontes?] O desenvolvimento de preservativos baratos e a educação sobre doenças sexualmente transmissíveis ajudaram a reduzir os riscos. Por um período de cerca de trinta anos (na segunda metade do século XX) sua ameaça diminuiu.[carece de fontes?] No entanto, devido à livre circulação de pessoas e à distribuição descontrolada de antibióticos, os organismos resistentes aos antibióticos se espalham rapidamente e atualmente representam uma ameaça para as pessoas que têm mais de um parceiro sexual.

### AIDS
A AIDS mudou profundamente a sexualidade moderna. Foi notado pela primeira vez (embora muitos historiadores sintam que o primeiro caso foi em 1959) se espalhando entre gays e usuários de drogas intravenosas nos anos 70 e 80. Hoje, a maioria das vítimas são mulheres, homens e crianças heterossexuais nos países em desenvolvimento. Na maioria dos países em desenvolvimento, o medo da epidemia mudou drasticamente muitos aspectos da sexualidade humana do século XX. O medo de contrair AIDS liderou uma revolução na educação sexual, que agora concentra muito mais o uso de proteção e abstinência, e gasta muito mais tempo discutindo doenças sexualmente transmissíveis.
Outros efeitos desta doença são profundos, impactando radicalmente o tempo de vida médio esperado, conforme relatado pela BBC News: "[A expectativa de vida média] está caindo em muitos países africanos - uma garota nascida hoje em Serra Leoa tem a expectativa de apenas 36 anos, em contraste com o Japão, onde a menina recém-nascida de hoje pode chegar a 85 em média."

## References
1. ↑  The Adapted Mind (Google Books Link) "Cognitive Adaptations for Social Change" by Leda Cosmides and John Tooby, page 219.
2. ↑  The Adapted Mind (Google Books Link) On the Use and Misuse of Darwinism in the Study of Human Behavior by Donald Symons, page 137
3. ↑  «Djerassi on birth control in Japan – abortion 'yes,' pill 'no'» (Nota de imprensa). Stanford University News Service. 14 de fevereiro de 1996. Consultado em 23 de agosto de 2006
4. ↑  AP (20 de agosto de 2004). «Japanese Women Shun The Pill». HealthWatch. CBS News. Consultado em 23 de agosto de 2006
5. ↑  A., Flower, Michael (1997). Theopompus of Chios : history and rhetoric in the fourth century BC. Oxford: Clarendon Press. ISBN 0198152434. OCLC 38040291
6. ↑  Thomas A.J. McGinn, Prostitution, Sexuality and the Law in Ancient Rome (Oxford University Press, 1998), p. 326.
7. ↑  Rebecca Langlands, Sexual Morality in Ancient Rome (Cambridge University Press, 2006), pp. 37–38 et passim.
8. ↑  Eva Cantarella, Bisexuality in the Ancient World (Yale University Press, 1992, 2002, originally published 1988 in Italian), p. xii.
9. ↑  Craig Williams, Roman Homosexuality (Oxford University Press, 1999, 2010), p. 304, citing Saara Lilja, Homosexuality in Republican and Augustan Rome (Societas Scientiarum Fennica, 1983), p. 122.
10. ↑  Sexuality and gender in the classical world : readings and sources. McClure, Laura, 1959-, Wiley InterScience (Online service). Oxford, UK: Blackwell Publishers. 2002. ISBN 0470755539. OCLC 212125918
11. ↑  As argued by Ariadne Staples throughout From Good Goddess to Vestal Virgins: Sex and Category in Roman Religion (Routledge, 1998).
12. ↑  Cicero, De officiis 1.17.54; Sabine MacCormack, "Sin, Citizenship, and the Salvation of Souls: The Impact of Christian Priorities on Late-Roman and Post-Roman Society," Comparative Studies in Society and History 39.4 (1997), p. 651.
13. ↑  This is a theme throughout Carlin A. Barton, The Sorrows of the Ancient Romans: The Gladiator and the Monster (Princeton University Press, 1993).
14. ↑  Amy Richlin, "Sexuality in the Roman Empire," in A Companion to the Roman Empire, p. 329.
15. ↑  Davina C. Lopez, "Before Your Very Eyes: Roman Imperial Ideology, Gender Constructs and Paul's Inter-Nationalism," in Mapping Gender in Ancient Religious Discourses (Brill, 2007), p. 135.
16. ↑  the International Encyclopedia of Sexuality in volume 1, French Polynesia (Anne Bolin, Ph.D.),5. Interpersonal Heterosexual Behaviors, A. Children, edited by Robert T. Francoeur publish by Continuum International Publishing Group«Archived copy». Consultado em 13 de dezembro de 2008. Arquivado do original em 27 de dezembro de 2008«Archived copy». Consultado em 13 de dezembro de 2008. Arquivado do original em 27 de dezembro de 2008
17. ↑  Sexual Behavior in Pre Contact Hawai’i: A Sexological Ethnography from Milton Diamond«Archived copy». Consultado em 13 de dezembro de 2008. Arquivado do original em 27 de dezembro de 2008«Archived copy». Consultado em 13 de dezembro de 2008. Arquivado do original em 24 de dezembro de 2008
18. ↑  Voyage round the world in the Ship "Neva", Lisiansky, London 1814, p67
19. ↑  Reise um die Welt in den Jahren 1803, 1804, 1805 und 1806 auf Befehl Seiner Kaiserliche Majestät Alexanders des Ersten auf den Schiffen Nadeschda und Newa (Journey around the World in the Years 1803, 1804, 1805, and 1806 at the Command of his Imperial Majesty Alexander I in the Ships Nadezhda and Neva) published in Saint Petersburg in 1810. volume I, p. 116
20. ↑  Voyage autour du monde par Étienne Marchand, précédé d'une introduction historique ; auquel on a joint des recherches sur les terres australes de Drake, et un examen critique de voyage de Roggeween, avec cartes et figures, Paris, years VI-VIII, 4 vol. p109
21. ↑  «The pill and the marriage revolution | The Clayman Institute for Gender Research». gender.stanford.edu. Consultado em 1 de fevereiro de 2018. Arquivado do original em 12 de dezembro de 2017
22. ↑  «The Law: Abortion and Privacy». Time. 13 de março de 1972
23. ↑  Adolescence and puberty By John Bancroft, June Machover Reinisch, p.162
24. ↑  "... sow illegitimate and bastard seed in courtesans, or sterile seed in males in defiance of nature." — Plato, in Laws (Book VIII p.841 edition of Stephanus or p.340, edition of Penguin Books, 1972).
25. ↑  Roman Homosexuality, Craig Arthur Williams, p.60
26. ↑  (Foucault 1986)
27. ↑  Thomas K. Hubbard, Review of David M. Halperin, How to Do the History of Homosexuality. in Bryn Mawr Classical Review 2003.09.22
28. ↑  (Boswell 1980)
29. 1 2  Baarda, Benjamin I.; Sikora, Aleksandra E. (2015). «Proteomics of Neisseria gonorrhoeae: the treasure hunt for countermeasures against an old disease». Frontiers in Microbiology. 6. ISSN 1664-302X. doi:10.3389/fmicb.2015.01190; Access provided by the University of Pittsburgh.
30. ↑  «Shrine Prostitutes – Is THAT what Moses was talking about in Leviticus 18:22 and 20:13?»
31. ↑  Bahn, Paul G. (1998). The Cambridge illustrated history of prehistoric art. Cambridge: Cambridge University Press. p. 188. ISBN 978-0-521-45473-5. Consultado em 18 de fevereiro de 2012
32. 1 2  Cornog, M.; Perper, T. (1994). «Bestiality». In:  Haeberle, E. J.; Bullough, B. L.; Bullough;  et al. Human Sexuality: An Encyclopedia. New York & London: Garland. Consultado em 18 de fevereiro de 2012. Arquivado do original em 4 de fevereiro de 2012
33. ↑  [[:s:Tradução Brasileira da Bíblia//Erro: tempo inválido#Leviticus:20:15| Leviticus:20:15–131]]
34. ↑  Regan, Tom. Animal Rights, Human Wrongs. Rowman & Littlefield, 2003, pp. 63-4, 89.
35. ↑  Francis, Thomas (20 de agosto de 2009). «Those Who Practice Bestiality Say They're Part of the Next Sexual Rights Movement». Broward Palm Beach New Times. Consultado em 18 de fevereiro de 2012
36. ↑  BBC News

### Orientação sexual
- The Invention of Heterosexuality por Jonathan Katz
- The World History of Male Love
- Encyclopedia of GLBQT culture
- Who's Gay? What's Straight?
- The Myth of Ancient Greek Sexuality por Bruce Thornton